# Vemmetofte kloster

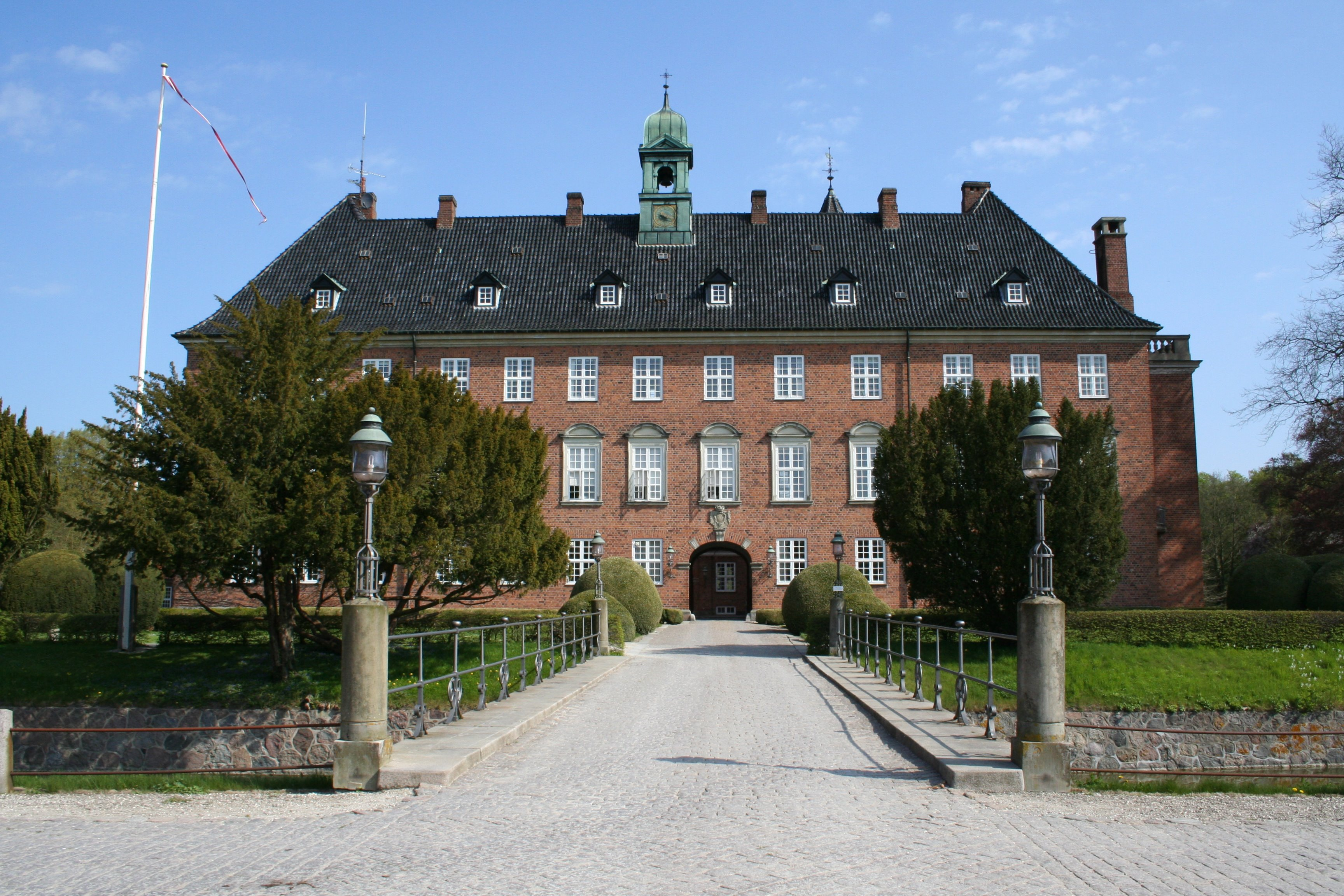
Vemmetofte kloster

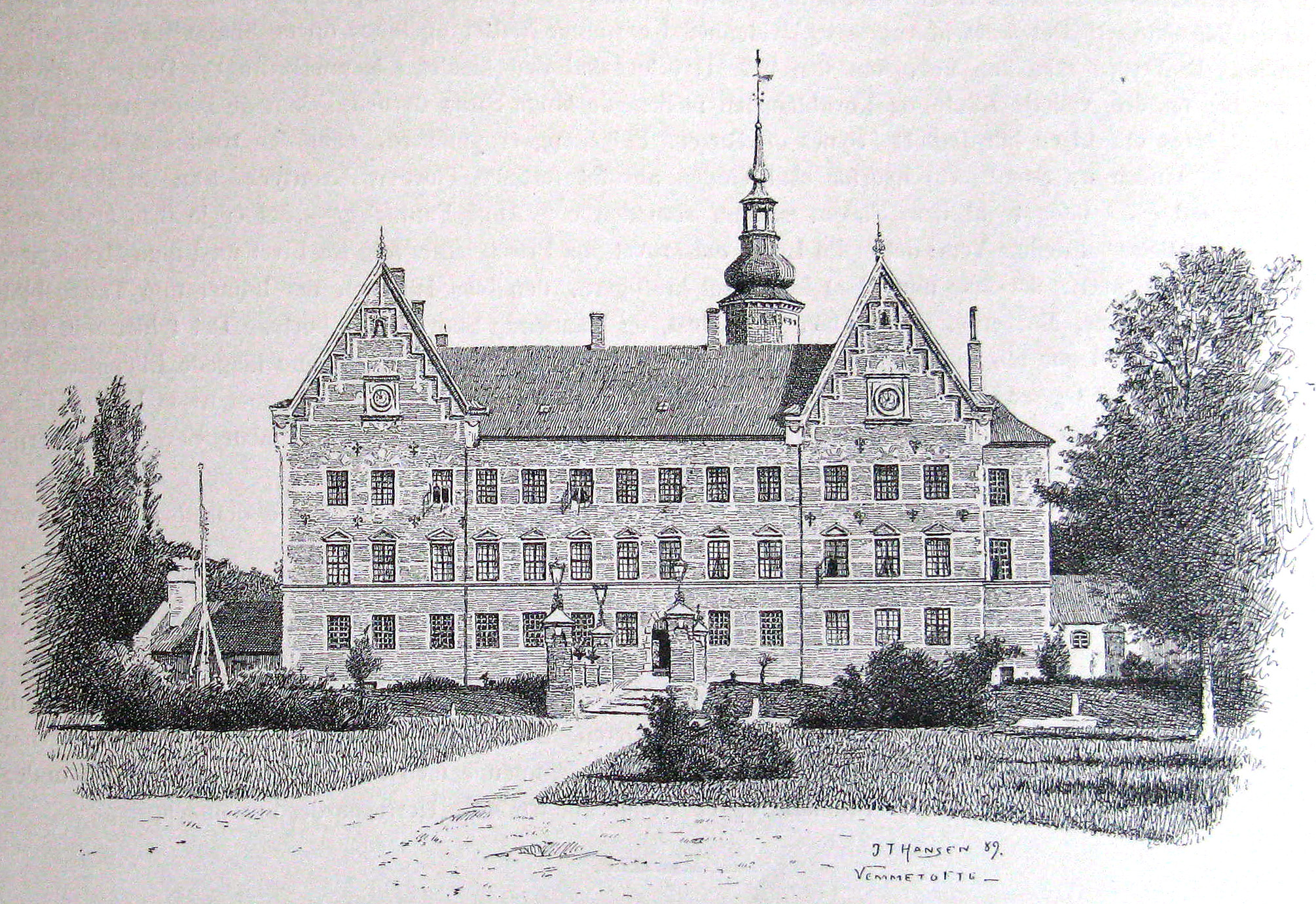
Teckning av Vemmetofte kloster utförd 1889 av J T Hansen.

Vemmetofte kloster var ett adligt frökenkloster i Danmark, omkring 11 kilometer från Store Heddinge på Själland
Klostret stiftades 1735 för döttrar av adelsmän eller av män i de tre högsta rangklasserna. Drottning Charlotta Amalia av Hessen-Kassel hade i sådant syfte redan 1694 köpt Vemmetofte, men planen förverkligades, först då hennes dotter, prinsessan Sofia Hedvig, som bodde där, 1735 avlidit.
Huvudbyggnaden uppfördes år 1500 och genomgick utbyggnader åren 1600-1630. Nuvarande kyrkorum togs i bruk 1630.